# Лудијски језик
Лудијски језик (luudi, luudikiel, ludikš, lydikoviaн, lyudic, ludian, ludic, ISO 639-3 lud), фински језик, представник некадашњег балтофинског друштва, којим говори око 3.000 људи  (2007, 5.000, Salminen), од укупно 10.000 етничких припадника Луда или Лудијаца, насељених нарочито око града Петроскои (Petrozavodski) на подручју Карелије у Русији.
Један од најпознатијих припадника је језикословац и песник је Милкул Пахомов, оснивач лудијског друштва (luudilaine siebr).